# Христофор (Циаккас)
Епи́скоп Христофо́р Циа́ккас (греч. Επίσκοπος Χριστοφόρος Τσιάκκας; 4 мая 1964, Пелендри, Республика Кипр) — епископ Кипрской православной церкви, хорепископ Карпасийский. Исследователь сект и новых религиозных движений.

## Биография
Окончил начальную школу в Пелендри, продолжил образование в гимназии и лицее города Лимасола. По завершении среднего образования в 1982 году служил в армии.
С 1984 по 1988 годы учился на богословском факультете Афинского университета.
В 1990 году состоялась его диаконская, а в 1991 году — пресвитерская хиротония с возведением в сан архимандрита. Зачислен в братию монастыря Божией Матери Троодитиссы.
С 1992 по 1995 год обучался в аспирантуре Даремского университета, Великобритания, по направлению патрология, где защитил магистерскую диссертацию по теме «Православие и ересь согласно учению святителя Епифания Кипрского».
Начиная с 1990 года представлял Кипрскую Православную Церковь на всеправославных и международных конференциях по темам ересей и парарелигий. Исполнял обязанности секретаря Синодальной комиссии Кипрской Православной Церкви по вопросам ересей и парарелигий.
Автор различных книг пастырского, духовного и антиеретического содержания, среди которых и уникальный в греческом мире «Энциклопедический словарь религий и ересей, околохристианских, околорелигиозных групп и современных идеологических течений».
22 мая 2007 года единогласным решением Священного Синода был избран первым хорепископом вновь образованной Карпасийской епископии.
3 июня того же года в церкви Божией Матери Евангелистрии в Палуриотиссе состоялась его архиерейская хиротония, которую возглавил архиепископ Кипрский Хризостом II в присутствии представителей кипрского государства, других должностных лиц и многочисленные верующие. В своем выступлении епископ Хризостом упомянул о предстоящей ему тяжёлой работе, пообещав, что как духовный отец Карпасии он будет с ними. Так как епископ Христофор из-за оккупации Северного Кипра не смог служить в Карпасии, его избрали чтобы восполнит административный пробел, образовавшийся в Архиепископии с избранием титулярного епископа Тримифунтского митрополитом Констанцским — нести ответственность за пастырско-катехизаторская работу Архиепископии.
В январе 2012 года власти Турецкой республики Северного Кипра занесли епископа Христофора в «чёрный список», в результате чего он был лишён возможности посещать свою епархию, которая находится в северной (турецкой) части острова. Де-факто власти заявляли, что они не признают его титула и что они «хорошо его знают в связи с его прошлыми высказываниями, направленными на разжигание вражды и ненависти». Этот факт вызвал возмущение греков-киприотов, в связи с чем министр иностранных дел Республики Кипр Эрато Козаку-Маркуллис обратилась к армянскому Киликийскому католикосу Араму I с просьбой, как предстоятелю Армянской церкви на Кипре и модератору Центрального и Исполнительного комитета Всемирного совета церквей, а также как одному из основателей Совета ближневосточных церквей, осудить нарушение прав человека на территории непризнанной Турецкой республики Северного Кипра.
В июле 2013 года был участником торжеств по случаю 1025-летия Крещения Руси. 23 июля 2013 года участвовал во встрече делегации Кипрской православной церкви с Патриархом Кириллом, во время которой «во внимание к трудам на благо святой Церкви и в связи с 1025-летием Крещения Руси» был награждён орденом равноапостольного великого князя Владимира 2-й степени.
6 сентября 2015 года в древнем храме впервые за 40 лет совершил богослужение в церкви святого Архангела Михаила в Гиалусе. Архиерей обратился к верующим с такими словами: «Христос Воскресе, мои братья, в наших сердцах и на нашей родине!».